# Варлаков, Владимир Ильич
Владимир Ильич Варлаков (7 августа 1947, Вилкино, Курганская область — 27 сентября 2024) — председатель Арбитражного суда Курганской области (1992—2003), главный государственный арбитр Курганской области (1989—1992), прокурор Целиноградской области (1987—1989).

## Биография
Владимир Ильич Варлаков родился 7 августа 1947 года в селе Вилкино Маякского сельсовета Кировского района Курганской области, ныне село входит в Юргамышский муниципальный округ той же области.
С 1970 года член КПСС.
В 1973 году окончил Свердловский юридический институт по специальности «юрист».
С 1972 года работал следователем  прокуратуры.
В 1974—1977 годах — прокурор Сафакулевского района Курганской области.
В 1980—1985 годах — прокурор Шумихинского района Курганской области.
В 1985—1987 годах — начальник отдела прокуратуры Курганской области, первый заместитель прокурора Курганской области.
В 1987—1989 годах — прокурор Целиноградской области Казахской ССР.
В 1989—1992 годах — главный государственный арбитр Курганской области.
2 апреля 1992 года Верховный Совет Российской Федерации избрал главного государственного арбитра Курганской области Варлакова Владимира Ильича председателем Арбитражного суда Курганской области, где проработал по август 2003 года.
20 февраля 2015 года, избран в состав Совета ветеранов судей в отставке, работников Управления и аппаратов судов Курганской области на период 2015—2019 годы.
Скончался 27 сентября 2024 года в возрасте 77 лет.

## Награды и звания
- Заслуженный юрист Российской Федерации

## Семья
Жена, Татьяна Ивановна  — учительница, сын Вячеслав (род. 1972) — судья Курганского областного суда.